# Tutti amano Jeanne
Tutti amano Jeanne è un film del 2022 diretto da Céline Devaux, selezionato alla Settimana internazionale della critica del Festival di Cannes 2022.

## Trama
Jeanne Mayer è un ingegnere che guida un progetto ecologico per ripulire gli oceani dalla plastica, ma la prima mondiale del suo dispositivo si è rivelata un fiasco. Un po' depressa, ma anche a corto di soldi a causa del suo coinvolgimento personale nel finanziamento del progetto, decide di vendere l'appartamento di sua madre, morta suicida un anno prima a Lisbona. All'aeroporto, Jeanne incrocia Jean, un ex compagno di liceo un po' ingenuo, cleptomane e depresso. All'aeroporto di Lisbona, viene accolta da Vitor che la conduce al vecchio appartamento di sua madre. Jeanne inizia a smistare gli effetti personali di sua madre, contatta gli agenti immobiliari, ma non è molto efficiente. È ossessionata dai ricordi del difficile rapporto con sua madre e dal fallimento del suo progetto ecologico. Frequenta Jean, che dà lezioni di taccheggio alla sua giovane nipote, e Vitor, che è l'insegnante di coro di sua nipote.